# Klorove anorganske spojine
Klor je halogen in kot vsi halogeni tvori ogromno spojin. Spodaj je njihov seznam.

## Seznam

### A
- Aluminijev klorid-AlCl3,
- Americijev(III) klorid-AmCl3,
- Amonijev klorid-NH4Cl,
- Antimonov(III) klorid-SbCl3,
- Antimonov(V) klorid-SbCl5,
- Arzenov(III) klorid-AsCl3,

### B
- Bakrov(I) klorid-CuCl,
- Bakrov(II) klorid-CuCl2,
- Barijev klorid-BaCl2,
- Berilijev klorid-BeCl2,
- Bizmutov(III) klorid-BiCl3,
- Borov triklorid-BCl3,
- Bromov monoklorid-BrCl,

### C
- Cerijev(III) klorid-CeCl3,
- Cezijev klorid-CsCl,
- Cianogen klorid-ClCN,
- Cinkov klorid-ZnCl2,
- Cirkonijev(IV) klorid-ZrCl4

### D
- Diklorov heptaoksid-Cl2O7,
- Diklorov monoksid-Cl2O,
- Disprozijev(III) klorid-DyCl3,
- Dižveplov diklorid-S2Cl2,
- Dušikov triklorid-NCl3,

### E
- Erbijev(III) klorid-ErCl3,
- Evropijev(II) klorid-EuCl2,
- Evropijev(III) klorid-EuCl3,

### F
- Fosfonitrilisko kloridov trimer-(PNCl)3,
- Fosforjev kisikoklorid-POCl3,
- Fosforjev pentaklorid-PCl5,
- Fosforjev triklorid-PCl3,
- Fozgen-COCl2,

### G
- Gadolinijev(III) klorid-GdCl3,
- Galijev(III) klorid-GaCl3,
- Germanijev diklorid-GeCl2,
- Germanijev tetraklorid-GeCl4,

### H
- Hafnijev(IV) klorid-HfCl4,
- Heksakloroplatinova(IV) kislina-H2PtCl6,
- Holmijev(III) klorid-HoCl3,

### I
- Indijev(I) klorid-InCl,
- Indijev(III) klorid-InCl3,
- Iridijev(III) klorid-IrCl3,
- Iterbijev(III) klorid-YbCl3,
- Itrijev klorid-YCl3

### J
- Jodov monoklorid-ICl,

### K
- Kadmijev klorid-CdCl2,
- Kalcijev hipoklorid-Ca(OCl)2,
- Kalcijev klorid-CaCl2,
- Kalijev klorat-KClO3,
- Kalijev klorid-KCl,
- Kalijev perklorat-KClO4,
- Kirijev(III) klorid-CmCl3,
- Kloramin-NH2Cl,
- Klorosulfonilov isocianat-ClSO2NCO,
- Klorosulfonska kislina-ClSO3H,
- Klorov dioksid-ClO2,
- Klorov trifluorid-ClF3,
- Klorov trioksid-ClO3,
- Klorova(I) kislina-HOCl,
- Klorovodikova kislina-HCl,
- Kobaltov(II) klorid-CoCl2,
- Kositrov(II) klorid-SnCl2
- Kositrov(IV) klorid-SnCl4
- Kromil klorid-CrO2Cl2,
- Kromov(II) klorid-CrCl2,
- Kromov(III) klorid-CrCl3,

### L
- Lantanov klorid-LaCl3,
- Litijev klorid-LiCl,
- Litijev perklorat-LiClO4,
- Lutecijev klorid-LuCl3,

### M
- Magnezijev klorid-MgCl2,
- Magnezijev peroklorat-Mg(ClO4)2,
- Manganov(II) klorid-MnCl2,
- Molibdenov(III) klorid-MoCl3,
- Molibdenov(V) klorid-MoCl5,

### N
- Natrijev hipoklorit-NaOCl,
- Natrijev klorat-NaClO3,
- Natrijev klorit-NaClO2,
- Natrijev klorid-NaCl,
- Natrijev perklorat-NaClO4,
- Neodimov(III) klorid-NdCl3,
- Neptunijev(IV) klorid-NpCl4,
- Nikljev(II) klorid-NiCl2,
- Niobijev(IV) klorid-NbCl4,
- Niobijev(V) klorid-NbCl5,
- Niobijevo kisikov triklorid-NbOCl3,
- Nitril klorid-NO2Cl,
- Nitrosil klorid-NOCl,

### O
- Ogljikov tetraklorid-CCl4,
- Osmijev(III) klorid-OsCl3,

### P
- Paladijev(II) klorid-PdCl2,
- Platinasti(II) klorid-PtCl2,
- Platinasti(IV) klorid-PtCl4,
- Plutonijev(III) klorid-PuCl3,
- Prazeodimov(III) klorid-PrCl3,
- Protaktinijev(V) klorid-PaCl5,

### R
- Radijev klorid-RaCl2,
- Renijev(III) klorid-ReCl3,
- Renijev(V) klorid-ReCl5,
- Rodijev(III) klorid-RhCl3,
- Rubidijev klorid-RbCl,
- Rutenijev(III) klorid-RuCl3,

### S
- Samarijev(III) klorid-SmCl3,
- Selenov diklorid-SeCl2,
- Selenov tetraklorid-SeCl4,
- Silicijev tetraklorid-SiCl4,
- Skandijev klorid-ScCl3,
- Srebrov klorid-AgCl,
- Srebrov perklorat-AgClO4,
- Stroncijev klorid-SrCl2,
- Sulfuril klorid-SO2Cl2,
- Svinčev(II) klorid-PbCl2,

### T
- Talijev(I) klorid-TlCl,
- Talijev(III) klorid-TlCl3,
- Tantalov(III) klorid-TaCl3,
- Tantalov(IV) klorid-TaCl4,
- Tantalov(V) klorid-TaCl5,
- Telurjev tetraklorid-TeCl4,
- Terbijev(III) klorid-TbCl3,
- Tiofozgen-CSCl2,
- Tionil klorid-SOCl2,
- Titanov tetraklorid-TiCl4,
- Titanov(III) klorid-TiCl3,
- Torijev(IV) klorid-ThCl4,
- Trigonalni bipiramidal-CdCl5,
- Triklorosilan-HSiCl3,
- Tulijev(III) klorid-TmCl3,

### U
- Uranil klorid-UO2Cl2,
- Uranov(III) klorid-UCl3,
- Uranov(IV) klorid-UCl4,
- Uranov(V) klorid-UCl5,
- Uranov(VI) klorid-UCl6,

### V
- Vanadijev kisikotriklorid-VOCl3,
- Vanadijev(II) klorid-VCl2,
- Vanadijev(III) klorid-VCl3,
- Vanadijev(IV) klorid-VCl4,
- Vaskov kompleks-IrCl(CO)(PPh3)2
- Vodikov klorid-HCl,
- Volframov(IV) klorid-WCl4,
- Volframov(V) klorid-WCl5,
- Volframov(VI) klorid-WCl6,

### W
- Wilkinsonov katalist-(Ph3P)3RhCl,

### Z
- Zlatov(I) klorid-AuCl,
- Zlatov(III) klorid-AuCl3,

### Ž
- Železov(II) klorid-FeCl2,
- Železov(III) klorid-FeCl3,
- Živosrebrov(I) klorid-Hg2Cl2,
- Živosrebrov(II) klorid-HgCl2,
- Živosrebrov(II) peroklorat-Hg(ClO4)2,
- Žveplov diklorid-SCl2,